# Amyema miraculosa
Amyema miraculosa là một loài thực vật có hoa trong họ Loranthaceae. Loài này được (Miq.) Tiegh. mô tả khoa học đầu tiên năm 1895.